# Відображення на основі метаданих (шаблон проєктування)
Відображення на основі метаданих (англ. Metadata Mapping) — шаблон проєктування, який пропонує не писати логіку відображення, а описати її метаданими.

## Опис
У більшості випадків код відображення даних із сховища у домені об'єкти виходить одноманітним та самоповторним.
Даний шаблон пропонує описати правила відображення, які будуть загальними для всіх об'єктів.

## Реалізація
Існує два основні підходи до реалізації цього шаблону: генерація коду і рефлексія. 
При використанні генерації коду, розробник пише програму, яка приймає метадані та створює класи відображення. Дані класи нічим не відрізняються від написаних вручну.
З іншого боку рефлексія знаходить описані поля і співвідносить їх із колонками таблиці.
Нехай дана таблиця у сховищі.
```
public
 
class
 
PlayerTable

{

    
public
 
ind
 
id
 
{
 
get
;
 
set
;
 
}

    
public
 
string
 
name
 
{
 
get
;
 
set
;
 
}

}

```

Та об'єкт який описую цю таблицю.
```
public
 
class
 
Player

{

    
public
 
int
 
Id
 
{
 
get
;
 
set
;
 
}

    
public
 
string
 
Name
 
{
 
get
;
 
set
;
 
}

}

```

Тоді опишемо загальний код відображення.
```
class
 
DataMap

{
				

	
private
 
class
 
ColumnMap

	
{

		
public
 
string
 
FieldName
 
{
 
get
;
 
set
;
 
}

		
public
 
string
 
ColumnName
 
{
 
get
;
 
set
;
 
}

	
}

	

	
private
 
Type
 
_domainClass
;

	
private
 
string
 
_tableName
;

	
private
 
ICollection
<
ColumnMap
>
 
_columnMetedatas
 
=
 
new
 
List
<
ColumnMap
>
();

	

	
public
 
DataMap
(
Type
 
domainClass
,
 
string
 
tableName
)

	
{

		
_domainClass
 
=
 
domainClass
;

		
_tableName
 
=
 
tableName
;

	
}

	

	
public
 
void
 
AddMetadata
(
string
 
fieldName
,
 
string
 
columnName
)

	
{

		
_columnMetedatas
.
Add
(
new
 
ColumnMap
 

		
{

			
FieldName
 
=
 
fieldName
,

			
ColumnName
 
=
 
columnName
,

		
});

	
}

		

	
public
 
string
 
GetTableName
()

	
{

		
return
 
_tableName
;

	
}

	

	
public
 
IEnumerable
<
string
>
 
GetColumns
()

	
{

		
return
 
columnMetedatas
.
Select
(
c
 
=>
 
c
.
ColumnName
);

	
}

	

	
public
 
object
 
GetDomainObject
(
object
 
record
)

	
{

		
// використання рефлексії

		
var
 
domainObject
 
=
 
Activator
.
CreateInstance
(
_domainClass
);

		

		
foreach
(
var
 
metadate
 
in
 
_columnMetedatas
)

		
{

			
var
 
tableColumnData
 
=
 
record
.
Read
(
metadate
.
ColumnName
);

			
var
 
propertyInfo
 
=
 
_domainClass
.
GetProperty
(
metadate
.
FieldName
);

			

			
propertyInfo
.
SetValue
(
domainObject
,
 
tableColumnData
);

		
}

		

		
return
 
domainObject
;

	
}

}

```

Конкретний клас відображення матиме наступний вигляд:
```
class
 
PlayerMapper

{

	
private
 
DataMap
 
_dataMap
;

	
public
 
PlayerMapper
()

	
{

		
_dataMap
 
=
 
new
 
DataMap
(
typeof
(
Player
),
 
"PlayerTable"
);

		
_dataMap
.
AddMetadata
(
"Id"
,
 
"id"
);

		
_dataMap
.
AddMetadata
(
"Name"
,
 
"name"
);

	
}

	

	
public
 
Player
 
findObject
 
(
int
 
id
)
 
{

		

		
var
 
sql
 
=
 
$
@"

			SELECT {string.Join("
 
,
 
", _dataMap.GetColumns())} 

			
FROM
 
{
_dataMap
.
GetTableName
()}
 

			
WHERE
 
id
 
=
 
{
id
}
";

		

		
var
 
record
 
=
 
db
.
Execute
(
sql
);

		

		
return
 
_dataMap
.
GetDomainObject
(
record
)
 
as
 
Player
;

	
}

		
.
 
.
 
.

}

```